# Bob Lay
Bob Lay, född 20 mars 1944, död 5 augusti 2022, var en australisk friidrottare. Han deltog vid olympiska sommarspelen 1964.